# Typhlocyba rufuscula
Typhlocyba rufuscula är en insektsart som beskrevs av William Lucas Distant 1918. Typhlocyba rufuscula ingår i släktet Typhlocyba och familjen dvärgstritar. Inga underarter finns listade i Catalogue of Life.